# Igreja Presbiteriana da Coreia (Daeshin)
A Igreja Presbiteriana da Coreia (Daeshin) ou Igreja Presbiteriana na Coreia (Daeshin), em coreano 대한예수교장로회(대신), é uma denominação cristã reformada formada no ano de 1961, na Coreia do Sul.

## História
A denominação foi formada em 1961, pelo Rev. Kim Seon e membros dissidentes da Igreja Presbiteriana na Coreia (HapDong), com apoio de grupo presbiterianos fundamentalistas norte-americano ligados ao Rev. Carl McIntyre.
Em 2015, a maioria da Assembleia Geral da denominação votou pela união com a Igreja Presbiteriana na Coreia (BaekSeok).
Todavia, a decisão foi anulada pelo Poder Judiciário, por não ter seguido o procedimento previsto na Constituição da denominação. 
Assim sendo, mais de 60% das suas igrejas saíram da denominação e se uniram à Igreja Presbiteriana na Coreia (BaekSeok), enquanto a menor parte deu continuidade a Igreja Presbiteriana da Coreia (Daeshin).
Em 2018, a denominação tinha 60.888 membros, em 723 igrejas.

## Doutrina
A denominação defende a doutrina da Inerrância Bíblica e subscreve a Confissão de Fé de Westminster, Catecismo Maior de Westminster e Breve Catecismo de Westminster.

## Estatísticas
Em 2011 a denominação era formada por 43 presbitérios, 2.200 igrejas, 2.500 pastores, 300.000 membros e 3 universidades.
Em 2017, apenas 37 Presbitérios, com 715 igrejas, permaneceram na denominação.